# 포미닛의 트래블 메이커
《포미닛의 트래블 메이커》는 2012년 7월 18일부터 2012년 9월 5일까지 QTV에서 방송 되었던 리얼 버라이어티 프로그램이다.

## 소개
국내는 물론 아시아를 넘어 전세계적으로 한류 열풍을 이끌고 있는 대표 걸그룹 포미닛! 그런 그녀들에게도 휴가가 필요하다! 아이돌 포미닛에서 22세 소녀들로 돌아가는 한 달의 휴가기간. 이 꿈같은 자유시간을 포미닛의 다섯 멤버들은 과연 어떻게 보낼까? 포미닛 멤버들의 발칙한 일탈과 지나, 씨스타 등 그 일탈을 공모할 포미닛의 친구들! 게다가 일반 시청자를 대상으로 포미닛과 생애 최고의 여행을 떠날 여행 메이트를 선정하는깜짝 오디션까지! 지금까지 볼 수 없었던 걸그룹 아이돌의 진짜 모습이 이제 공개된다!

## 출연
- 남지현
- 허가윤
- 전지윤
- 김현아
- 권소현

## 방영목록
| 회차  | 방송일          |
| ----- | --------------- |
| 제1회 | 2012년 7월 18일 |
| 제2회 | 2012년 7월 25일 |
| 제3회 | 2012년 8월 1일  |
| 제4회 | 2012년 8월 8일  |
| 제5회 | 2012년 8월 15일 |
| 제6회 | 2012년 8월 22일 |
| 제7회 | 2012년 8월 29일 |
| 제8회 | 2012년 9월 5일  |